# 診療科
診療科（）とは、病院や診療所などにおける医療においての診療の専門分野区分のこと。
日本において外部に広告できる診療科名は、医療法によって標榜科として規定されている。
旧来のような「第一内科」や「第二外科」等というような診療科名は減りつつあり、最近では医療技術の進歩による外科と内科の統合等や、診療科の枠を超えた統合が進み「循環器センター」や「生殖医療センター」等の臓器別や疾患別の診療区分が一般的となってきている。
本項は特記しない限り日本における診療科について記述する。

## 医療

### 旧来の診療科分類
- 内科
  - 消化器科 - 循環器科 - 呼吸器科 - 腎臓科 - 内分泌科 - 糖尿病科 - 膠原病科-　リウマチ科 - アレルギー科 - 血液内科 - 神経内科 - 心療内科 - 感染症科 - 腫瘍科
- 外科
  - 一般外科（消化器外科） - 胸部外科（呼吸器外科・心臓血管外科）- 乳腺外科 - 甲状腺外科 - 小児外科　-　肛門科

- 整形外科
- 形成外科
- 脳神経外科
- 小児科
- 産婦人科
  - 婦人科
  - 産科
- 皮膚科
- 泌尿器科（欧米では、現在でも外科の一分野として扱われることが多い）
- 眼科
- 耳鼻咽喉科
- リハビリテーション科
- 放射線科
- 精神科
- 麻酔科
- 臨床検査科
- 病理診断科
- :（注）：麻酔科は許可を得た医師のみ認められる科名（医療法第70条2項及び医療法施行規則第42条の4に基づく）

### 最近の診療科区分
※あくまで一例であり、分類方法は各病院ごとの方針で多種多様になっている
- 総合診療センター
  - 内科（一般内科・総合内科・総合診療科・総合診療内科）
  - 外科（一般外科・臓器移植再建外科）

- 救命救急センター（ER）
  - 外傷センター
  - 熱傷センター

- 消化器センター　（消化器病センター）
  - 消化器内科（消化管内科・胃腸科・肝臓科・胆膵科・肝胆膵内科・内視鏡科）
  - 消化器外科（腹部外科・肛門科）（上部【食道・胃】消化管外科・下部【大腸・肛門】消化管外科・肝胆膵脾外科）

- 循環器センター　（循環器病センター）（心臓病センター）（ハートセンター）
  - 循環器内科（心臓内科）
  - 心臓血管外科（胸部外科）（循環器外科・心臓外科・血管外科）

- 呼吸器センター　（呼吸器病センター）
  - 呼吸器内科
  - 呼吸器外科（胸部外科）

- 脳神経センター　（脳卒中センター）
  - 脳神経内科　（神経内科）
  - 脳神経外科　（脳外科・神経外科・頭蓋底外科）
- 腎・泌尿器センター　（腎臓病センター）（透析センター）
  - 腎臓内科　（腎臓・高血圧内科）（腎臓・代謝内科）
  - 泌尿器科（泌尿器・生殖器・腎臓外科）
  - 腎臓外科
  - 人工透析科
  - 血液浄化療法科
  - 腎臓・尿管結石破砕治療科

- 代謝・内分泌センター　（糖尿病センター）
  - 糖尿病内科
  - 内分泌・代謝内科
  - 甲状腺外科（内分泌外科）
  - ※乳腺・内分泌（甲状腺）外科

- 膠原病・リウマチ・アレルギーセンター　（難病治療センター）
  - 膠原病内科
  - リウマチ科
  - アレルギー科（免疫内科）
  - 感染症内科

- がん総合診療センター(血液・腫瘍科)
  - 腫瘍内科
  - 血液内科
  - 放射線科
  - 緩和医療科（ホスピス）
  - 麻酔科（ペインクリニック）

- 感染症コントロールセンター
  - 感染症内科
  - 性病科

- 女性総合診療センター（ウィメンズクリニック）
  - 婦人科　（女性診療科）（婦人外科）
  - 乳腺外科（胸部外科）
  - 性病科（泌尿器科）

- 生殖器医療センター
  - 婦人科
  - 男性科（泌尿器科・性病科）

- 周産期センター　（母子周産期医療センター）
  - 産科（母子・周産期科・胎児診療科）
  - 新生児科

- 小児医療センター
  - 小児科（新生児内科・小児内科・思春期内科・小児循環器科）
  - 小児外科（新生児外科）
  - 小児心臓外科(小児心臓血管外科)
  - 小児脳神経外科

- 高齢者医療センター
  - 老年科（老年病科・老年内科・高齢者診療科）

- 精神神経センター　（メンタルヘルスセンター）
  - 精神科（神経科）（精神神経科）
  - 心療内科（心身医療科）
  - もの忘れ外来

- 眼科
  - 視覚矯正科

- 耳鼻咽喉科
  - 神経耳科
  - 眩暈平衡神経科
  - 気管食道科
  - 頭頚部外科
  - 音声外科
  - 頭蓋底外科

- 皮膚科
  - 美容皮膚科
- 形成外科(美容外科)・(再建外科)

- リハビリテーションセンター
- 理学療法科
- 作業療法科
- 言語療法科

- 整形外科
  - スポーツ整形外科
  - 脊椎・脊髄外科
  - リウマチ科

- 放射線科
  - 放射線画像診断科
  - 放射線治療科
  - 放射線核医学科
  - 血管内・低侵襲治療センター
- 臨床検査科
  - 超音波画像診断科

- 病理診断科・（病理外来）
  - 病理検査科
  - 病理科
  - 臨床病理科

- 麻酔科　※疼痛・緩和医療科　（ペインクリニック）

（注）：麻酔科は厚生労働大臣の許可を得た医師に限り認められる診療科名（医療法第6条の6第1項及び医療法施行規則第1条の10に基づく） 
- 和漢診療科（東洋医学・漢方医学）

## 歯科医療

### 旧来の診療科
- 歯科
- 矯正歯科
- 小児歯科
- 歯科口腔外科（しかこうくうげか）

### 最近の診療科目
※あくまで一例であり、分類方法は各病院ごとの方針で多種多様になっている。
- 口腔診断科
- 保存科
- 補綴科（ほてつ）
- クラウン・ブリッジ科
- 有床義歯科
- 顎顔面補綴科
- 審美歯科
- インプラント科
- 顎関節科
- 歯科麻酔科
- 歯科放射線科
- 歯内療法科
- 歯周病科
- 高齢者歯科
- デジタル歯科
- 訪問歯科